# Katharina Zapatka
Katharina Zapatka (* 13. Juli 1970 in Freiburg im Breisgau) ist eine deutsche Schauspielerin.

## Leben
Nach dem Abitur 1989 in Frankfurt am Main absolvierte sie von 1989 bis 1993 eine Ausbildung an der Hochschule für Musik und Theater Hannover. Seit 1989 spricht sie Hörspiele und Hörbücher. Nach der Ausbildung hatte sie ihr Erstengagement am Theater Basel, danach spielte sie am Maxim-Gorki-Theater Berlin, in Hamburg am Kampnagel, am Künstlertheater Karlsruhe und im Theater in der Josefstadt in Wien. 2016 hat sie als Mitautorin und Schauspielerin ihr erstes eigenes Stück Schlaflos in Berlin am Renaissance-Theater Berlin zur Aufführung gebracht. Zudem wirkt sie auch in zahlreichen Fernsehproduktionen mit. Sie unterrichtet Schauspiel an der Actorfactory Berlin und an der HfMDK Frankfurt. Katharina Zapatka lebt mit ihrer Familie in Berlin.
Ihre Eltern sind die Schauspieler Manfred Zapatka und Regine Vergeen.

## Fernsehen
- 1990: Sonntagsarbeit
- 1990: Pfarrerin Lenau
- 1994: Schattenzone
- 1998: OP ruft Dr. Bruckner
- 1998: Happy Birthday
- 1998: Balko
- 1999: Nordseeklinik
- 2000: Medicopter 117 – Jedes Leben zählt
- 2000: Alphateam – Die Lebensretter im OP
- 2000: Verrat
- 2001: Für alle Fälle Stefanie
- 2002: Rosamunde Pilcher: Wenn nur noch Liebe zählt
- 2001–2003: Hinter Gittern – Der Frauenknast als Ariane May
- 2004–2010: Großstadtrevier (4 Folgen)
- 2005: Küstenwache
- 2005: Open
- 2007: Hysterikon
- 2010: Unser Charly
- 2012: SOKO Wismar
- 2013: Alles was zählt
- 2019: Ein Sommer in Salamanca (Fernsehfilm)
- 2022: Letzte Spur Berlin
- 2024: Blutige Anfänger

## Kino
- 1996: Le Balkanisateur
- 1997: Im Namen der Unschuld
- 1998: 2 Männer, 2 Frauen – 4 Probleme!?
- 2004: Mami und Papi
- 2006: Open
- 2016: Rise Against
- 2018: Serial Nurse
- 2021: Nuremberg AT

## Theater
- 1993–1997: Theater Basel
- 1996–1998: Luisenburg-Festspiele Wunsiedel
- 1999–2002: Maxim-Gorki-Theater in Berlin
- 2002: Kampnagel Hamburg
- 2004: Theaterhaus Mitte Berlin
- 2005–2006: Theater in der Josefstadt in Wien
- 2006: Neues Schauspiel Erfurt
- 2007: Künstlertheater Karlsruhe
- 2015/2024: Kriminaltheater Berlin
- 2016/2019: Renaissance-Theater Berlin

## Hörspiele und Features
- 1989: Edward Boyd: Spanische Schlösser – Regie: Bernd Lau (Hörspiel – SWF)
- 1999: Joseph Roth: Hiob (Meyer Mirjam) – Regie: Robert Matejka (Hörspiel – MDR)
- 2003: Irmgard Maenner/Jeannette Witte: Bitte achten Sie nicht auf mein Lächeln – Regie: Christiane Ohaus (Feature – DLR Berlin/RB)
- 2003: Karla Krause: Liebe, die um Abschied weiß – Regie: Robert Matejka (Feature – DLR Berlin/BR)
- 2004: Michael Koser: Die Schule der Glücksritter oder Arsène Lupin trifft Al Capone – Regie: Renate Heitzmann (Hörspiel – DLR)
- 2009: Inge Braun, Helmut Huber: Werd ich mit Singen deutsch?; Regie: Nikolai von Koslowski (DKultur/RBB)
- 2009: Lorenz Schröter: Armut ist Diebstahl – Regie: Nikolai von Koslowski (Feature – WDR)
- 2015: Wolfgang Zander: Seltene Erden – Regie: Nikolai von Koslowski (Radio-Tatort #90 – RBB)